# Jürgen Czwienk
Jürgen Czwienk (* 1956 in Wiesbaden; † 26. April 2022 ebenda) war ein deutscher Autor, Drehbuchautor und Regisseur.

## Leben
Czwienk studierte Literatur- und Theater-, Film- und Fernsehwissenschaft (TFF) an der Johann Wolfgang Goethe-Universität in Frankfurt am Main. 
Czwienk lebte und arbeitete in Wiesbaden.
Ab 1984 erledigte er verschiedene freiberufliche Tätigkeiten im ZDF. Ab 1988 war Czwienk für zahlreiche nationale und internationale Sendeanstalten als Autor, Regisseur und Produzent tätig. Seine Tätigkeit konzentrierte sich thematisch auf Inhalte aus dem Bereich Musik, Geschichte und Zeitgeschichte. Ab 2011 war Czwienk Autor und Erfinder des Akustischen Stolperstein Grünbaum. Ab 2015 arbeitete er als Visual Artist am Camera-obscura-Fotokunstprojekt Pencil of Nature. 2018 hatte Czwienk in Kooperation mit dem Stuttgarter Stadtmuseum einen Akustischen Stolperstein für die Jugendliche Klara Leucht permanent installiert. Mithilfe einer Handkurbel stellen die Passanten ihren eigenen Strom her und können dann vier bis sechs Audiobeispiele zu den jeweiligen Biografien hören. 2019 erfolgte die Installation Akustischer Stolperstein für das Deutsche Exilarchiv 1933–1945 am Eingang der Deutschen Nationalbibliothek in Frankfurt am Main.
Czwienk verstarb am 26. April 2022 und wurde im Mai 2022 in einem Friedwald bei Wiesbaden beigesetzt.

## Werke
Filmtitel
- Fotografare con i piedi, 1993, Dokumentarfilm über Pino Bertelli
- Zum dritten Pol
- Worte sind Töne
- Vater filmt den Krieg
- Hello Frollein
- Wols
- Monuments Men
- Frei, aber einsam
- The Nazi Expeditions